# 4428 Khotinok
4428 Khotinok este un asteroid din centura principală, descoperit pe 18 septembrie 1977, de Nikolai Cernîh.